# 行星際塵雲
行星際塵雲（英語：Interplanetary dust cloud）是瀰漫在太陽系的行星空間與其它行星系空間的宇宙塵（漂浮在太空中的小顆粒）。它已經被研究了許多年，以了解其本質、起源和大天體之間的關係。
在我們所在的太陽系，行星際塵埃粒子不僅散射陽光（稱為"黃道光"，因為它們被侷限在黃道平面），也產生熱輻射，這是夜晚的天空中5至50微米波長的主要來源（Levasseur-Regourd, A.C. 1996）。這些在地球附近輻射出紅外線特徵的顆粒，典型的大小在50至100微米（Backman, D., 1997）。這些星際塵埃的總質量相當於一顆半徑15公里的小行星（密度大約是2.5公克/公分3）。

## 行星際塵埃的來源
行星際塵埃粒子（IDPS）的來源至少有下列幾種：
- 小行星的碰撞，
- 彗星在內太陽系的活動和碰撞，
- 柯伊伯带天體的碰撞，
- 行星際物質（ISM）的顆粒（貝克曼，D.，1997年）。

的確，在對行星際塵雲長期的爭辯中，都圍繞在小行星碰撞和彗星活動可能造成的影響上。

## 塵埃粒子的生命週期
影響星際塵埃粒子的主要物理過程毀壞或驅除的機制）如下：被輻射壓驅散，來自內部的波印廷-羅伯遜輻射阻力、太陽風壓力（主要是電磁力的效應）、昇華、互相碰撞和行星的動力學效應（貝克曼，D.，1997年）。
與太陽系的生命相比，這些塵埃顆粒的生命是短暫的。如果發現一顆存活超過一億年的顆粒，那這個顆粒一定是從更大的碎片中被釋放出來的。換言之，絕不可能是原行星盤內殘留的物質（貝克曼個人的意見），所以，這顆顆粒是"後來產生"的塵埃。在太陽系的黃道帶中塵粒的99.9%是後來產生的，只有0.1%是由太陽系外闖入的星際物質。所有太陽系形成時期的原始顆粒早已經都消失了。
主要受到輻射壓力影響的粒子稱為β流星體。它們通常小於1.4 x 10−12公克，和以螺旋的路徑離開太陽進入星際空間。

## 行星際塵埃的構造
行星際塵埃有很複雜的結構（Reach, W., 1997），除了來自背景的密度外，還包括：
- 至少8種塵埃痕跡－ 它們的來源被認為是短周期彗星。
- 一定數量的塵埃集結成帶，它們的來源被認為是在小行星主帶內的小行星族。三條最明顯的是來自曙神星族、鴉女星族、和司理星族，其它的還有瑪利亞族、司法星族，灶神星族和（或）健神星族也都有可能（Reach et al 1996）。
- 至少已經知道有兩個共振的塵埃環（例如與地球共振的塵埃環。雖然，在太陽系內的每顆行星都被認為應該會有一個共振環伴隨著）（Dermott, S.F. et al., 1994, 1997）。

## 在地球上收集行星際塵埃
在1951年，弗雷德·惠普爾預言直徑小於100微米的流星體在撞擊地球高層的大氣層時可能會減速而不會被熔化。近代在實驗室內對這些粒子進行的研究，開始於D. E. Brownlee和合作者在1970年代以氣球在平流層飛行，然後是U-2飛機。
雖然有一些粒子發現與現今蒐集的隕石材料類似，自然的奈米多孔和數量不等的其它粒子宇宙平均成分，暗示剛開始聚集的是細顆粒的非揮發性的構建基塊和彗星的冰。這些自然的行星際顆粒稍後被證實還有惰性氣體和太陽閃焰的痕跡觀測。
一個不分好壞混雜和蒐集在這種情況下的大氣層中粒子計畫在德州的詹森太空中心發展出來。這些平流層蒐集的微流星體，隨著流星體而來的前太陽顆粒，是在實驗室內可以研究的地球外的物質唯一的來源（更不用說是在他們自己位置的小天體）。

## 註解
1. ↑  .   [2011-04-13]. （原始内容存档于2007-08-26）.
2. ↑  Whipple F. L. . Proc. Nat. Acad. Sci. 1950, 36 (12): 687–695. PMC 1063272 . PMID 16578350. doi:10.1073/pnas.36.12.687.
3. ↑  D. E. Brownlee (1978) Interplanetary dust: Possible implications for comets and presolar interstellar grains, in Protostars and Planets (ed. T. Gehrels, U. Arizona Press, Tucson) pp. 134-150
4. ↑  P. Fraundorf, D. E. Brownlee, and R. M. Walker (1982) Laboratory studies of interplanetary dust, in Comets (ed. L. Wilkening, U. Arizona Press, Tucson) pp. 383-409.
5. ↑  Hudson B., Flynn G. J., Fraundorf P., Hohenberg C. M., Shirck J. . Science. 1981, 211 (4480): 383–386. PMID 17748271. doi:10.1126/science.211.4480.383.
6. ↑  Bradley J. P., Brownlee D. E., Fraundorf P. . Science. 1984, 226 (4681): 1432–1434. PMID 17788999. doi:10.1126/science.226.4681.1432.
7. ↑  .   [2011-04-14]. （原始内容存档于2016-03-04）.